# Manfred Wendland
Manfred „Benno“ Wendland (* 18. Oktober 1942 in Dortmund; † 7. November 2016) war ein deutscher Eishockeyspieler, der unter anderem für den TuS Eintracht Dortmund in der Bundesliga spielte, den Großteil seiner Karriere aber beim EC Deilinghofen in der Oberliga verbrachte.

## Karriere
Manfred Wendland spielte schon als Jugendlicher Eishockey in Dortmund. In der Saison 1962/63 gehörte er zur Bundesliga-Mannschaft des TuS Eintracht Dortmund. Nach dem Abstieg in die Oberliga gelang ihm mit dem Team in der Spielzeit 1963/64 der sofortige Wiederaufstieg. Zur Saison 1964/65 kam er als einziger Neuzugang zum EC Deilinghofen (ECD) in die drittklassige Gruppenliga, für den er fortan sieben Jahre lang aufs Eis ging. Bereits in seiner ersten Spielzeit beim ECD stieg die Mannschaft in die Oberliga auf. Im Jahr 1969 gewann er mit dem Team die Westdeutsche Meisterschaft. Insgesamt absolvierte er 180 Spiele für die Sauerländer und erzielte 14 Tore.
Anschließend spielte Wendland noch ein Jahr für den ESC Soest in der Regionalliga. Im Jahr 1981 kehrte er im Alter von 39 Jahren beim ERC Westfalen Dortmund auf. Mit der Mannschaft stieg er aus der Landesliga in die Regionalliga und ein Jahr später in die Oberliga auf, bevor er 1983 seine Karriere endgültig beendete.
Wendland führte die Kneipe „Pilskrone“ im Kreuzviertel, die im Jahr 1981 ein Schauplatz des Films Jede Menge Kohle war. Der Wirt trat darin in einer Nebenrolle auf.

## Erfolge und Auszeichnungen
- 1964 Meister der Oberliga und Aufstieg in die Bundesliga mit dem TuS Eintracht Dortmund
- 1965 Aufstieg in die Oberliga mit dem EC Deilinghofen
- 1969 Westdeutscher Meister mit dem EC Deilinghofen
- 1982 Aufstieg in die Regionalliga mit dem ERC Westfalen Dortmund
- 1983 Aufstieg in die Oberliga mit dem ERC Westfalen Dortmund